# 14535 Kazuyukihanda
14535 Kazuyukihanda este un asteroid din centura principală de asteroizi.

## Descriere
14535 Kazuyukihanda este un asteroid din centura principală de asteroizi. A fost descoperit pe 1 septembrie 1997 la Yatsuka de Hiroshi Abe (astronom). Asteroidul prezintă o orbită caracterizată de o semiaxă mare de 3,22 ua, o excentricitate de 0,20 și o înclinație de 23,6° în raport cu ecliptica.